# Сологуб, Ян Михал (воевода)
Ян Михал Сологуб (около 1697 — 8 мая 1748) — государственный деятель Великого княжества Литовского, подскарбий великий литовский (1731—1746), воевода берестейский (1746—1748), ловчий великий литовский (1724—1731), маршалок трибунала литовского в 1730 и 1747 годах, бригадир войск литовских, подкоморий гостининский, староста ежержиский и переросльский.

## Биография
Представитель литовского шляхетского рода Сологуб герба «Правдзиц», сын чашника ковенского Иеронима Сологуба (ок. 1640—1708) и Катарины Гротгус.
В 1713 году Ян Михал Сологуб получил должность чашника жемайтского, в 1722 году — подкомория гостинского. В дальнейшем занимал ряд высоких государственный должностей. В 1730 и 1747 годах дважды избирался маршалком Трибунала Великого княжества Литовского.
Ему принадлежали города Горки, Чарея, Туров и Ивенец.

## Семья
- 1-я жена с 1706 года Елена Шамовская (перед 1685—1727), дочь гостининского Яна Шамовского и Анны Быковской. Дети:
- Катарина Сологуб (1708—1778), монахиня
- Юзеф Антоний Сологуб (1709—1781) — воевода витебский.
- Антоний Сологуб (после 1710—1759) — генерал артиллерии литовской.
- Анна Сологуб (ок. 1710—1756), жена подкомория гостининского Томаша Щавинского

- 2-я жена — Криштина Кришпин-Киршенштейн (ок. 1700—1751), вдова хорунжего надворного литовского Казимира Пакошова (ум. 1728), дочь хорунжего надворного литовского из дома Кришпинов.

- 3-я жена — Антонина Тереза Огинская (1720—1773), дочь воеводы виленского, князя Казимира Доминика Огинского (ум. 1733), и Элеоноры Войны. Второй и третий браки были бездетными.

## Награды
- Орден Белого орла — 1732 год